# نظام نوآوری فناورانه
نظام نوآوری فناورانه مفهومی توسعه یافته در حوزه مطالعات نوآوری است که توضیح ماهیت و نرخ تغییرات فناورانه را هدف قرار می‌دهد. یک نظام نوآوری فناورانه را می‌توان شبکه ای پویا از بازیگران و عواملی تعریف نمود که در یک ناحیه اقتصادی یا صنعتی تحت زیرساخت‌های نهادی خاص با یکدیگر در تعامل بوده و در تولید، انتشار و بهره‌برداری از فناوری سهیم هستند.
این رویکرد ممکن است در حداقل سه سطح تحلیل اعمال گردد: به یک فناوری به معنای یک حوزه دانشی، به یک محصول یا مصنوع یا به یک مجموعه مرتبط از محصولات و مصنوعات با هدف کسب رضایت یک کارکرد (اجتماعی) خاصی. با توجه به آخرین مورد، این رویکرد به صورت ویژه ای کاربرد خود را در توضیح دادن چرایی و چگونگی موفقیت (یا عدم توفیق) توسعه و انشار فناوری‌های (انرژی) پایدار در جامعه اثبات نموده‌اند.